# Sîngerei
Sîngerei è una città della Moldavia capoluogo del distretto omonimo di 13.364 abitanti al censimento del 2004, dei quali 12.667 risiedono nella località omonima e costituiscono la popolazione urbana della città.

## Località
Il comune è formato dall'insieme delle seguenti località (popolazione 2004):
- Sîngerei (12.667 abitanti)
- Vrăneşti (697 abitanti)